# The Girl Friend (Lied)
The Girl Friend ist ein Popsong, den Richard Rodgers (Musik) und Lorenz Hart (Text) verfassten und 1926 veröffentlichten.

## Hintergrund

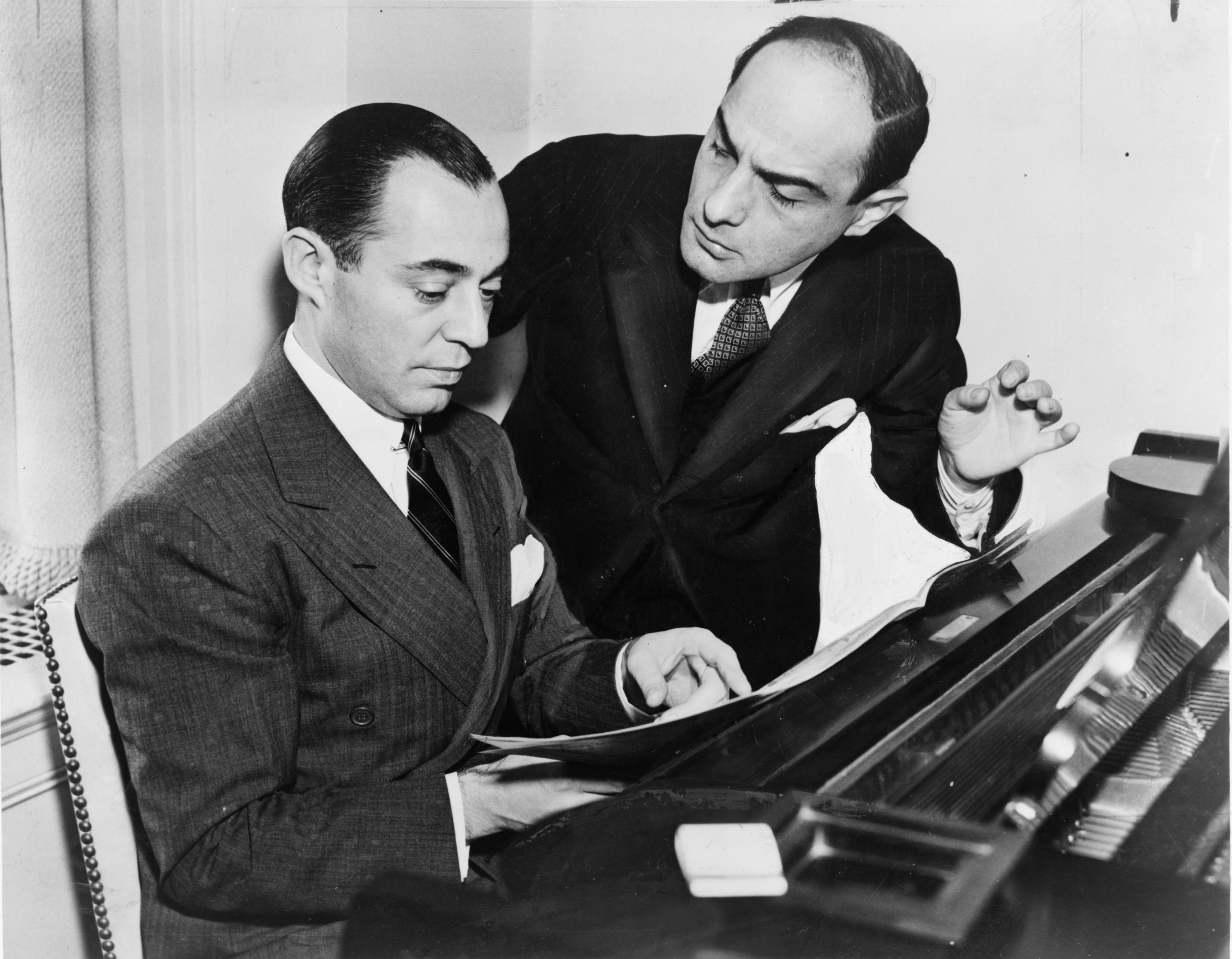
Richard Rodgers (links) und Lorenz Hart (1936)

Das Lied des Songwriterteams Rodgers und Hart wurde als Titelsong der Musical-Komödie The Girl Friend vorgestellt, die  am 17. März 1926 im New Yorker Vanderbilt Theater Premiere hatte. Vorgestellt wurde Blue Room von Eva Puck und Sammy White.
In dem in C-Dur in der Form AABA geschriebenen Song verwendete Rodgers die seit dem Song Charleston (1923) und Black Bottom populären Backbeat-Rhythmen. Der Song verfügt über zwei Liedverse und zwei Refrains, für „Er“ (He) und „Sie“ (She). der Liedvers bewegt sich von C-Dur zu E-Dur, mit vielen punktierten Achtel- und Sechzehntel-Noten. Der Refrain betont im Stil von Charleston fast jeden dritten Beat. Die Textlyrik von Lorenz Hart ist herausragend in dem Gebrauch von Binnenreimen, wie in She's gentle and  mentally nearly complete oder A look at this vision will cause a collision.

## Erste Aufnahmen und spätere Coverversionen
Zu den ersten Musikern, die den Song ab 1926 aufnahmen, gehörten Arnold Brilhart (Pathé), die California Ramblers  (Columbia) und in London Chick Endor (Brunswick). George Olsen war mit seiner Version für Victor Records in den US-Charts erfolgreich. In den folgenden Jahren nahmen ihn u. a. auch Paul Whiteman, Bobby Sherwood, Tommy Dorsey, Hazel Scott, Harry Babasin, Bobby Troup, Gene Harris, Ruby Braff, Shelly Manne, Barbara Carroll, Bob Scobey, Shorty Rogers, Yank Lawson, Bud Freeman, George Barnes und Benny Goodman auf. Der Diskograf Tom Lord listet im Bereich des Jazz insgesamt 34 (Stand 2015) Coverversionen.